# Dené-kaukázusi nyelvcsalád
A dené–kaukázusi egy olyan hipotetikus nyelvcsalád, amely egyaránt magába foglalná az egymástól távol eső sino-tibeti nyelvcsaládot, a jenyiszeji nyelveket, a burusaszki nyelvet és az észak-kaukázusi nyelvcsaládot (ez az északkelet-kaukázusi és az északnyugat-kaukázusi nyelvek hipotetikus közös nyelvcsaládja) Ázsiában; a na-dené nyelveket Észak-Amerikában; és az ún. vaszkonikus nyelveket (ez a baszk és a már kihalt aquitániai nyelv feltételezett közös nyelvcsaládja).
Szűkebben, az észak-amerikai na-dené és a szibériai jenyiszeji nyelvek eredete közötti kapcsolat esetleges megléte (ez a dené-jenyiszeji hipotézis), melyet Edward Vajda történeti nyelvész vetett fel 2008-ban, talált némi elfogadásra a hivatásos nyelvészek közösségében is. A nyelvcsalád maradékának érvényességét azonban majdnem minden történeti nyelvész kétségesnek tartja és elutasítja.

## A hipotézis kialakulásának története
A dené–kaukázusi nyelvcsaládhoz hasonló nyelvcsalád-fölvetésekkel a 20. században már Alfredo Trombetti, Edward Sapir, Robert Bleichsteiner, Karl Bouda, E. J. Furnée, René Lafon, Robert Shafer, Olivier Guy Tailleur, Morris Swadesh, Vlagyimir Nyikolajevics Toporov és más nyelvtudósok is éltek.
Morris Swadesh a dené–kaukázusi nyelvcsalád minden tagját fölvette egy, angol nyelvű munkáiban Basque-Denneannak (2006/1971: 223), a spanyol nyelvűekben vascodenének nevezett nyelvcsaládba (1959: 114), a baszk és a navahó, a feltételezett nyelvcsalád földrajzilag egymástól legtávolabbi tagjai után. Swadesh szerint (1959: 114) az általa javasolt nyelvcsalád tartalmazza a „baszkot, a kaukázusi nyelveket, az ural-altáji, a dravida, a tibeto-burmai, a kínai, az ausztronéz, a japán, a csukcs, az eszimó-aleut, a vakas, és a na-dené”, valamint valószínűleg a „sumér” nyelveket. Swadesh baszk-dené nyelvcsaládja így annyiban különbözött a dené-kaukázusitól, hogy abba belevette (1) az uráli, altáji, japán, csukcs és eszkimó-aleut nyelveket (ezeket Szergej Sztarosztyin, valamint Joseph Greenberg követői egy tételezeztt eurázsiai nyelvcsaládba tartozóként azonosítják); (2) a dravidát, melyet a Sztarostyin-iskola a szintén feltételezett nosztratikus nyelvcsaládba sorol; (3) az ausztronéz nyelveket, melyet Sztarosztyin rokonít ugyan a dené-kaukázusi nyelvekkel, de csak egy magasabb, dené-daikusnak nevezett kapcsolódási szinten, a tételezett ún. ausztrikus család révén (mindez részét képezi Sztarosztyin boreális makronyelvcsalád elméletének). Swadesh kollégája, Mary Haas[forrás?] a baszk-dené hipotézis létrehozását Edward Sapirnak tulajdonítja.
Az 1980-as években Szergej Sztarosztyin, szigorú nyelvészeti módszereket használva (pl. szabályos hangtani megfelelések keresése, alapnyelvre vonatkozó rekonstrukció, valamint a vitatott glottokronológia stb.) elsőként[forrás?] tételezte, hogy a kaukázusi, a jenyiszeji és a sino-tibeti nyelvek rokonsága megalapozott.[forrás?] A na-dené nyelveket Szergej L. Nyikolajev kapcsolta Sztarosztyin osztályozásához 1991-ben.
A na-dené nyelvek felvételét némileg bonyolította az arról folyó, ettől független disputa, hogy a szintén amerind, amúgy rokontalannak tartott haida nyelv a na-dené családba tartozik-e vagy sem. A dené-kaukázusi hipotézis proponensei, például Heinz-Jürgen Pinnow vagy legújabban John Enrico, a haidának a na-dené nyelvcsaládba tartozása felé hajlanak. Edward Vajda, aki egyebekben elutasítja a dené-kaukázusi hipotézist, feltételezi, hogy a tlingit, az ejak és az atapaszka nyelvek közeli kapcsolatban állnak a jenyiszeji nyelvekkel, de elutasítja ugyanezeknek a haida nyelvvel való rokonítását. Vajda elmélete az atapaszka–ejak–tlingit és a jenyiszeji nyelvek rokonságáról számos más kutató, például Heinrich K. Werner és Merritt Ruhlen műveiben is támogatásra talált. A DNS-kutatások nem mutattak ki semmilyen különleges kapcsolatot az utolsó megmaradt jenyiszeji nyelvet beszélő jelenkori ket népesség és a na-dené nyelvek mai beszélői között.
A hipotetikus vaszkonikus nyelvcsaládot (mely a baszkot, feltételezett rokonát vagy ősét, a kihalt aquitániai nyelvet, s talán a szintén kihalt ibér nyelvet tartalmazza) John Bengtson adta a dené-kaukázusi nyelvekhez 1996-ban, 1997-ben pedig a burusaszki 
felvételét javasolta. Ugyanebben az évben a Mother Tongue (’Anyanyelv’) tudományos folyóiratban megjelent tanulmányában Bengtson ismertette azt a következtetését, hogy a sumér nyelv a dené-kaukázusi egy külön alcsaládjának maradványa lehetett. De az is igaz, hogy ugyanebben a számban két másik, a sumér nyelv esetleges rokoni kapcsolatait vizsgáló tanulmány is megjelent: míg Allan R. Bomhard a sumért a nosztratikus nyelvek testvérének gondolta, Igor M. Diakonoff a munda nyelvekkel vetette azt össze.
1998-ban Vitalij Sevoroskin elvetette, hogy a hipotetikus amerind makronyelvcsalád és a szintén hipotetikus algonkin-vakas makronyelvcsalád egymással állnának rokonságban, helyette az előbbinek a dené-kaukázusihoz tartozását tételezte. Évekkel később pedig lexikális és fonológiai megfeleltetéseket kísérelt meg egyrészt az észak-kaukázusi, másrészt az észak-amerikai szalis és vakas nyelvek között, és arra a következtetésre jutott, hogy a szalis és a vakas az észak-kaukázusi egy külön ágát képviselhetik, és hogy különválásuk az észak-kaukázusi nyelvektől ráadásul későbbi, mint a északkelet-kaukázusi nyelvekéi, melyre szerinte az i.e. 3. vagy 2. évezred körül került sor.

## A dené–kaukázusi nyelvcsalád mellett és ellen szóló érvek
A dené–kaukázusi nyelvcsalád érvényessége mellett szóló tényezők a következők:
- Számos, a dené-kaukázusi nyelvcsalád néhány vagy összes tagjánál előfordulónak tételezett, egymásnak megfeleltetett szó.
- A közösnek gondolt szókincs olyan szavakat foglal magába, amelyek ritkán kölcsönződnek vagy íródnak felül, amilyenek például a személyes névmások.
- A legalább néhány idetartozónak vélt nyelvben közösnek gondolt olyan nyelvtani elemek, mint például az igei prefixumok és pozíciójuk, a főnévi osztályok prefixumai, és a főnévi esetek suffixumai.
- Az ún. proto-dené-kaukázusi nyelv, a makrocsalád feltételezett ősnyelve hangrendszerének, alapvető nyelvtani elemeinek és szókincse jelentős részének rekonstrukciója.

Az elméletet gyengítő néhány lehetséges probléma:
- Sztarosztyin és Nyikolajev meglehetős mértékben támaszkodik a proto-(észak-)kaukázusi rekonstrukciójára.[18] Ez a rekonstrukció jelentős bizonytalanságot rejt magában, köszönhetően annak, hogy a kaukázusi nyelvek hangrendszere rendkívül komplex; az idetartozó nyelvek hangmegfeleléseit nehezen lehet nyomon követni.
- Az elmélet Peiros és Sztarosztyin proto-sino-tibeti rekonstrukcióját használja,[19] melyet több különböző oldalról ért bírálat,[20] bár Sztarosztyin maga is javasolt módosításokat.[18] A proto-sino-tibeti bármilyen rekonstrukciójára tett kísérlet súlyosan szenved attól a ténytől, hogy a hatalmas sino-tibeti nyelvcsalád számos nyelve kevéssé van kutatva, leszármazásfája nem tisztázott, viták tárgya.
- A proto-jenyiszejire vonatkozóan az elmélet Sztarosztyin rekonstrukcióját használja,[forrás?] nem pedig az ennek alternatíváját jelentő Vajdáét[forrás?] vagy Wernerét.[12]
- A proto-baszkra vonatkozóan az elmélet Bengtson rekonstrukcióját alkalmazza, nem pedig Traskét.
- A proto-na-dené rekonstrukciójának elhúzódása, melynek köszönhetően nehézkes a haida és az atapaszka–ejak–tlingit összekapcsolása.

### Az igék morfológiája
Általánosságban véve, számos dené–kaukázusi nyelvben (és a sumérban) az igék poliszintetikusak, a szótő előtt számos prefixum áll, utána suffixumok viszont nagyon ritkán vannak vagy egyáltalán nincsenek. (Kivételek ez alól a kelet-kaukázusi nyelvek, ahol rendszerint csak egy prefixum áll a szó előtt és számos suffixum a szó mögött; a haida nyelv, mely az előbbihez hasonlóan toldalékol; és a sino-tibeti, amely esetében igen kevés morfológia rekonstruálható, ha egyáltalán. A klasszikus tibeti viszonylag gazdag morfológiával rendelkezik, igéinek legfeljebb két prefixuma és egy suffixuma lehet. A burusaszkiban a suffixumok száma meghaladhatja az akár nem feltétlenül kevés prefixumét is.)
A következő, Bengtsontól vett példa (2008:98): az északnyugat-kaukázusi kabard nyelv egy többszörösen toldalékolt igéjének morfémáit mutatja be:
| kabardi írott alak | вадыхэзгъэхьамэ                           | вадыхэзгъэхьамэ                           | вадыхэзгъэхьамэ                           | вадыхэзгъэхьамэ                           | вадыхэзгъэхьамэ                           | вадыхэзгъэхьамэ                           | вадыхэзгъэхьамэ                           | вадыхэзгъэхьамэ                           | вадыхэзгъэхьамэ                           |
| IPA                | /waːdəçɐzʁɐħaːmɐ/                         | /waːdəçɐzʁɐħaːmɐ/                         | /waːdəçɐzʁɐħaːmɐ/                         | /waːdəçɐzʁɐħaːmɐ/                         | /waːdəçɐzʁɐħaːmɐ/                         | /waːdəçɐzʁɐħaːmɐ/                         | /waːdəçɐzʁɐħaːmɐ/                         | /waːdəçɐzʁɐħaːmɐ/                         | /waːdəçɐzʁɐħaːmɐ/                         |
| ------------------ | ----------------------------------------- | ----------------------------------------- | ----------------------------------------- | ----------------------------------------- | ----------------------------------------- | ----------------------------------------- | ----------------------------------------- | ----------------------------------------- | ----------------------------------------- |
| elemzés            | /w/-                                      | -/aː/-                                    | -/də/-                                    | -/çɐ/-                                    | -/z/-                                     | -/ʁɐ/-                                    | -/ħ/-                                     | -/aː/-                                    | -/mɐ/                                     |
| helyzet            | –6                                        | –5                                        | –4                                        | –3                                        | –2                                        | –1                                        | 0                                         | +1                                        | +2                                        |
| helyzet            | tárgyeset                                 | indirekt tárgy                            | comitativus                               | locativus                                 | alany                                     | műveltető                                 | szótő                                     | igeidő                                    | feltételes mód                            |
| ebben az esetben:  | egyes szám 2. személy                     | többes szám 3. személy                    | ’-val, -vel’                              | ’-ba, -be’                                | egyes szám 1. személy                     | ’-at, -et, -tat, -tet’                    | ’belép’                                   | múlt idő                                  | ’-na, -ne, -ná, -né’                      |
| fordításban        | ha velük együtt téged beléptettelek volna | ha velük együtt téged beléptettelek volna | ha velük együtt téged beléptettelek volna | ha velük együtt téged beléptettelek volna | ha velük együtt téged beléptettelek volna | ha velük együtt téged beléptettelek volna | ha velük együtt téged beléptettelek volna | ha velük együtt téged beléptettelek volna | ha velük együtt téged beléptettelek volna |

## A nyelvcsalád leszármazái fájára vonatkozó hipotézisek

### Sztarosztyin nézete
A dené–kaukázusi nyelvcsalád leszármazási fája, a leágazások hozzávetőleges időpontjaival (a módosított glottokronológia alapján), Sztarosztyin és munkatársai szerint, a Tower of Babel project (’Bábel tornya program’) keretében végzett munkájuk alapján:
1. dené–kaukázusi nyelvek [i.e. 8700]
1.1. na-dené nyelvek (atapaszka-ejak-tlingit)
1.2. sino-vaszkón nyelvek [i.e. 7900]
1.2.1. vaszkón nyelvek (benne a baszk)
1.2.2. sino-kaukázusi nyelvek [i.e. 6200]
1.2.2.1. burusaszki nyelv
1.2.2.2. kaukázusi-sino-jenyiszeji nyelvek [i.e. 5900]
1.2.2.2.1. észak-kaukázusi nyelvek
1.2.2.2.2. sino-jenyiszeji nyelvek [i.e. 5100]
1.2.2.2.2.1. jenyiszeji nyelvek
1.2.2.2.2.2. sino-tibeti-jenyiszeji nyelvek

### Bengtson nézete
John D. Bengtson a baszkot, a kaukázusit és a burusaszki nyelvet sorolja egy nagyobb makro-kaukázusi (korábban vaszko-kaukázusi) nyelvcsaládba. Szerinte még korai további alcsoportokat tételezni, de megjegyzi, úgy látja, a sumérnak ugyanannyi izoglosszája van a földrajzilag nyugatra eső ágakkal, mint a keletiekkel:
1. dené–kaukázusi
1.1. makro-kaukázusi család
1.1.1. baszk
1.1.2. észak-kaukázusi
1.1.3. burusaszki
1.2. sumér
1.3. sino-tibeti
1.4. jenyiszeji
1.5. na-dené

## Fordítás
- Ez a szócikk részben vagy egészben  a   Dené-Caucasian languages című angol Wikipédia-szócikk ezen változatának fordításán alapul.  Az eredeti cikk szerkesztőit annak laptörténete sorolja fel. Ez a jelzés csupán a megfogalmazás eredetét és a szerzői jogokat jelzi, nem szolgál a cikkben szereplő információk forrásmegjelöléseként.